# Pitaviaster haplophyllus
Pitaviaster haplophyllus är en vinruteväxtart som först beskrevs av Ferdinand von Mueller, och fick sitt nu gällande namn av Thomas Gordon Hartley. Pitaviaster haplophyllus ingår i släktet Pitaviaster och familjen vinruteväxter. Inga underarter finns listade i Catalogue of Life.